# Família Rothschild
La família Rothschild, coneguda com la Casa de Rothschild o simplement els Rothschild, és una dinastia europea d'origen judeoalemany alguns dels integrants van fundar bancs i institucions financeres a la fi del segle xviii, i que va acabar convertint-se, a partir del segle xix, en un dels més influents llinatges de banquers i financers d'Europa.
A cinc germans de la branca austríaca de la família se'ls van atorgar baronies hereditàries de l'Imperi dels Habsburg per part de l'Emperador Francesc I d'Àustria el 1816. La branca britànica de la família va ser elevada a la noblesa per la Reina Victoria.

## Orígens

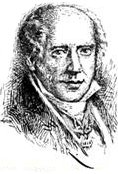
Mayer Amschel Rothschild (1744-1812)

El 1743, Amschel Moses Bauer, orfebre de professió que completava els seus ingressos exercint de canvista, va obrir una botiga de monedes al gueto jueu de Frankfurt del Main a Alemanya. Sobre la porta d'entrada de casa, la planta baixa quedava reservada per al negoci i la resta per a la família, va penjar un cartell en què es representava una àguila romana en un escut vermell. La botiga va arribar a ser coneguda com la botiga de l'"escut vermell", Rothschild en alemany, amb el temps, aquesta paraula va passar a convertir-se en el seu patronímic.
L'ascens a la prominència europea de la família va començar amb Mayer Amschel Rothschild, fundador d'aquesta dinastia, fill de Amschel Moses. A la dècada de 1760, el jove Mayer Amschel va establir les seves activitats a Frankfurt, negociant amb monedes i bitllets.
El 1769 va ser representant de la Cort de Guillem I a Hanau i el 1784 va comprar una gran casa a la  Judengasse  ( Passatge dels jueus ), on va viure amb la seva dona Gutle i els seus deu fills.
La propietat va ser coneguda com la Casa de l'Escut Verd i allà els seus cinc fills homes van créixer i aprendre les habilitats que els van permetre convertir-se més endavant en banquers de monarques i governs europeus i, posteriorment, van establir la Banca Rothschild a tot Europa.

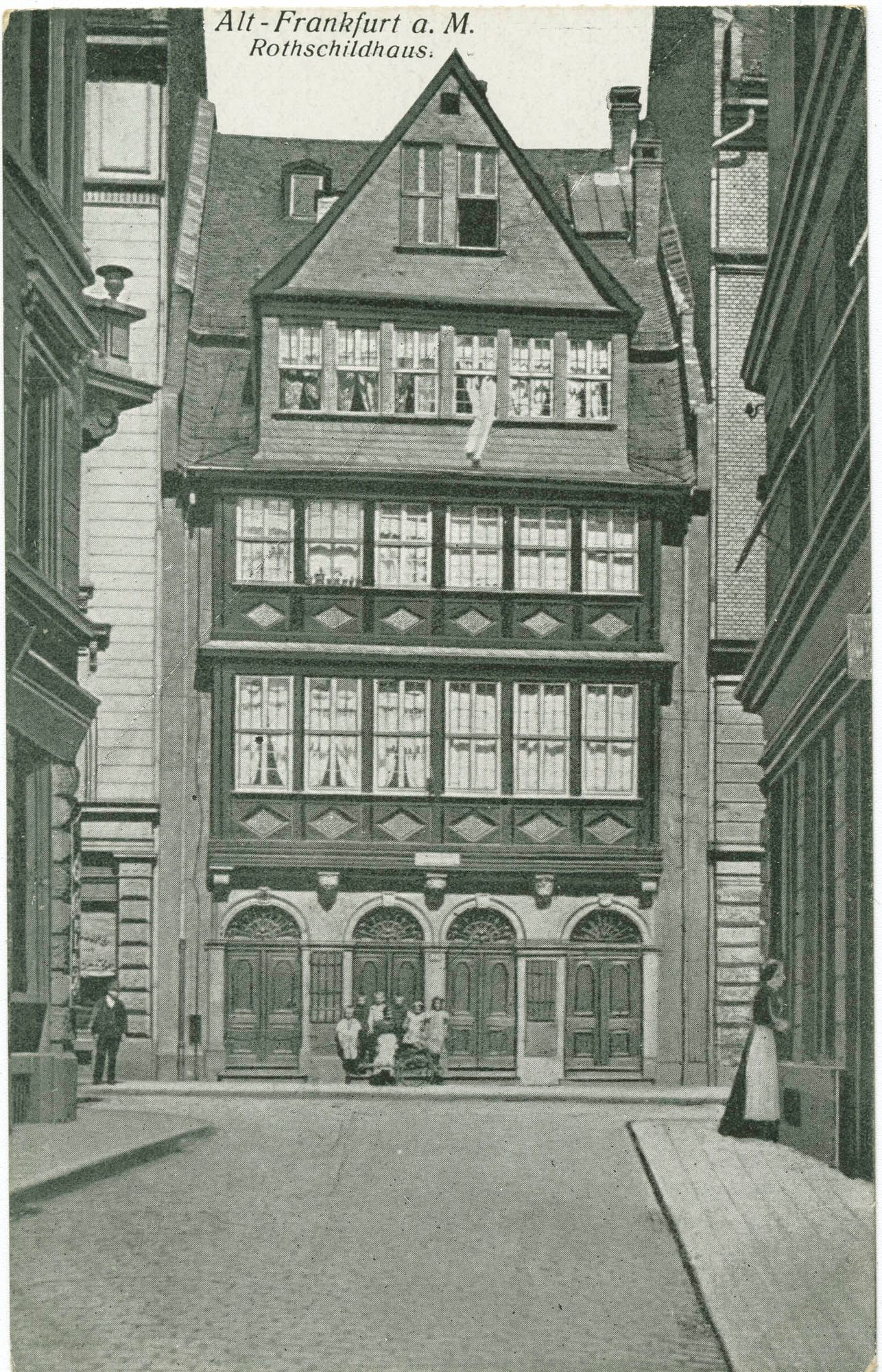
Casa Rothschild en Judengasse (Passatge dels jueus) de Frankfurt

El 1798, a l'edat de 21 anys, Nathan Mayer Rothschild va abandonar la casa del seu pare per instal·lar a Anglaterra, primer a Manchester, on va ser un comerciant tèxtil de gran reputació. El 1809 Nathan va canviar la seu a la ciutat de Londres, on va desenvolupar l'activitat bancària, la negociació de lletres de canvi i l'organització de préstecs estrangers. La seva gran emprenedoria va arribar el 1814 quan ell i els seus germans van ser encarregats pel govern britànic per obtenir els mitjans financers per ajudar Gran Bretanya i els seus aliats per derrotar Napoleó.
La reeixida activitat empresarial de Nathan com banquer a Londres va proporcionar un model per als seus germans a Frankfurt. El 1812 Jakob, el més jove, va establir una casa bancària a París. Salomon el 1820 es va establir a Viena, on la família ja era activa en les finances imperials. Finalment, amb l'enfortiment dels interessos de l'Imperi d'Àustria a Itàlia, Carl va establir negocis a Nàpols, deixant a Amschel, el major dels cinc fills de Mayer Amschel, per dirigir el banc de Frankfurt del Main en contínua expansió.
Al moment de la mort de Nathan el 1836, els Rothschild van ser els banquers internacionals de major èxit de l'època.
Des del 1818, quan Nathan a Londres va fer un préstec de £ 5.000.000 al govern prussià, i durant més d'un segle, la recaptació de fons per als governs de tot el món a través de l'emissió de bonsvan ser el nucli dels negocis Rothschild.
Individualment, els germans i els seus descendents, van sumar altres interessos. A França i Àustria els Rothschild van pressionar per construir i finançar les xarxes ferroviàries. A Viena, Solomon es va interessar en l'enginyeria i foses. Tots es van involucrar amb metalls preciosos i amb l'or en particular.
El 1840 NM Rothschild & Sons es va convertir en un dels agents de borsa dels lingots d'or del Banc d'Anglaterra. Durant la febre de l'or del segle xix, van crear organismes a Califòrnia i a Austràlia. Durant una bona part del segle, els Rothschild, a través de l'adquisició de mines clau a Espanya van obtenir el monopoli del mercuri, utilitzat per a la refinació de metalls preciosos. Durant més de cent anys, des del 1852, el Banc de Londres va operar amb la Reial Casa de la Moneda a Londres refinant i fonent per al Banc d'Anglaterra i altres clients internacionals.

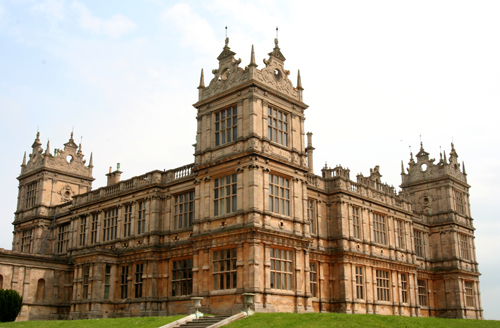
Torres Mentmore, Buckinghamshire, Anglaterra

A la dècada de 1850 van ser construïdes enormes i fastuoses construccions, com Torres Mentmore a Anglaterra i el Castell de Ferrières a França, les primeres de moltes altres a realitzar-se en tot Europa. Totes estaven completament decorades amb obres d'art. A Bordeus van ser adquirits les vinyes de Mouton i Lafite i fundacions de beneficència es van establir amb ritme creixent.

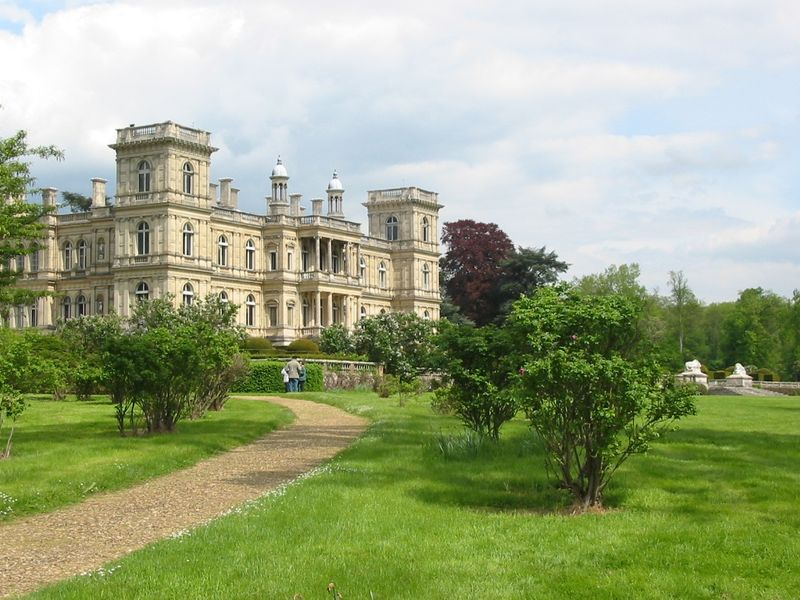
Castell de Ferrières, Ferrières-en-Brie, França

La família es va veure atrapada en la tempesta política de mitjan segle xix. L'any de les revolucions, 1848, els va deixar en gran manera indiferents, però la unificació d'Itàlia el 1861 va provocar el tancament del seu banc a Nàpols. Mentrestant, el negoci de les emissions de bons va créixer i es va propagar. Amb la ràpida i decisiva acció de Lionel de Rothschild el 1875 va permetre al govern britànic adquirir una important participació en el Canal de Suez.
Amb la mort del baró James el 1868 la primera generació de banquers Rothschild va arribar al final. Tot i la identificació creixent amb els països en què vivien - Anglaterra, França, Alemanya i Àustria - els vincles familiars dels Rothschild es van mantenir ferms, enfortits per l'associació d'acords vinculants.
El ritme creixent de la industrialització a Europa va portar nous desafiaments per als Rothschild
Els francesos van prendre gran interès en l'explotació minera de metalls bàsics, particularment coure i níquel, i en Anglaterra els Rothschild van crear un nou negoci, The Exploration Company (La Companyia d'Exploració), per buscar fonts de minerals a tot el món.
Amb la finançament per a la creació de De Beers el 1887, els Rothschild també van invertir en l'explotació minera de pedres precioses a Àfrica i en l'Índia. També durant un temps, juntament amb els Nobel, que estaven a l'avantguarda del desenvolupament de camps petroliers a Bakú i a Batum al sud-oest de Rússia, es van involucrar en la indústria del petroli.
Més enllà dels interessos empresarials, la família va créixer. el 1895, Edmond de Rothschild, fill menor del baró James, va visitar per primera vegada Palestina otomana. En els següents anys va donar suport a la fundació d'una sèrie de quibuts. El seu interès pel desenvolupament del país va continuar fins que va morir el 1934. A Anglaterra, Walter, fill del primer Lord Rothschild (el primer par jueu, atorgat el 1885) va començar el seu interès per la zoologia, creant una de les més grans col·leccions d'exemplars del món, mentre que el seu cosí Henri va ser un destacat expert en nutrició infantil a França.
El 1901, sense hereu home per continuar, la branca de Frankfurt va tancar les portes. Després de més d'un segle, els Rothschild van tallar els vincles comercials amb la seva ciutat d'origen. No va ser sinó fins a 1989 que hi van tornar.
Després de la Primera Guerra Mundial, bancs de negocis van cedir el seu lloc tradicional d'obtenció de finançament per a governs, a les noves institucions de finançament internacional. Els bancs Rothschild es van reconduir lentament cap a l'obtenció de finançament per a empreses comercials i industrials.
El 1919, en una nova pàgina en la llarga història de participació Rothschild amb l'or, NM Rothschild & Sons va assumir el rol de banca permanent per a la regulació del preu mundial d'or.
La crisi financera mundial de 1929 va portar problemes no menys importants a Àustria, on Louis Nathaniel de Rothschild va fer un gran esforç per apuntalar el Creditanstalt, el major banc d'Àustria, per evitar el col·lapse. Menys d'una dècada després va arribar una marea fosca, el 1938 els interessos austríacs dels Rothschild van ser arrabassats pels nazis, posant fi a més d'un segle al cor de la banca en Europa central. A França i Àustria, la família es va dispersar durant la durada de la guerra.
La recuperació a Europa de la postguerra va ser lenta. Després de la Segona Guerra Mundial moltes de les mansions i col·leccions van passar a mans del sector públic en alguns casos i en altres els béns van ser confiscats. Els negocis llavors es van centrar a Londres, i la seu a París havia de ser restaurada.
A la dècada de 1960 va començar la recuperació i explorar noves vies. En conjunt, els bancs britànics i francesos es van comprometre a seguir desenvolupant el seu funcionament en els Estats Units, el que amb el temps va arribar a ser Rothschild Inc. A Londres, NM Rothschild & Sons va tenir un paper anticipat en els nous mercats d'eurobons.
El 1963 Edmond James de Rothschild va crear la Compagnie Financière Edmond de Rothschild amb seu a Suïssa. El seu inici com a casa de capital de risc, no va demorar en expandir-se com banc d'inversió i corporació de gestió d'actius.
El 1981 la Casa Rothschild a París va ser nacionalitzada pel govern socialista del Primer Ministre Pierre Mauroy, sota la presidència de François Mitterrand. Però el 1983 David de Rothschild va crear el banc Rothschild & Cie, el successor, mantenint la seva posició com a casa d'inversió líder.
La dècada de 1980 va donar a llum al fenomen internacional de les privatitzacions en el qual els Rothschild van participar des d'un principi en més de 30 països d'arreu del món.
Avui les oficines de la Casa Rothschild es distribueixen en més de 40 països arreu del món.

## Els germans Rothschild
Mayer Amnschel Rothschild va assegurar l'expansió de la seva empresa a través dels seus fills que es van instal·lar en cinc de les més importants ciutats d'Europa d'aquell llavors. Tots ells es van dedicar al mateix negoci que el seu pare. Mentre Amschel Mayer va romandre a la casa matriu a Frankfurt, els seus germans van obrir sucursals a Viena, Londres, París i Nàpols.
Mayer Amschel Rothschild (1773-1855). Va ser el fill gran de Amschel. Després de la mort del seu pare es va fer càrrec de l'empresa en Frankfurt i es va convertir en líder de la família. Frankfurt va seguir sent el principal centre de reunió de la família.
Salomon Mayer Rothschild (1774 - 1855). Va ser el fundador de la branca austríaca dels Rothschild en Viena. El primer èxit comercial el va aconseguir en 1815. Va establir un banc a la dècada de 1820 i, des d'aleshores, va ser un dels principals finançadors del règim de Metternich i, per tant, del conjunt de la Confederació Germànica. A Salomon no se li va permetre inicialment comprar terres, però el 1822 va ser elevat, amb els seus germans, a la noblesa per l'emperador d'Àustria pels seus serveis, convertint-se en un dels majors terratinents del país. el 1835 se li va atorgar la concessió per a la construcció del Ferrocarril del Nord i va crear la indústria Metalurgica Vítkovice.
Nathan Mayer Rothschild (1777 - 1836). Entre 1790 i 1800 va obrir una empresa tèxtil a Manchester. el 1806 va començar a negociar a la Borsa de Londres. el 1811 va obrir el banc N. M. Rothschild & Sons, el qual està actiu fins a l'actualitat. Va invertir en la Companyia Britànica de les Índies Orientals. Durant les Guerres Napoleòniques es va comprometre a la transferència de fons per donar suport a Wellington durant la campanya a Portugal i Espanya contra Napoleó. el 1818 va organitzar un préstec de £ 5.000.000 al govern de Prússia.
Carl Mayer von Rothschild (1788-1855). Es va traslladar a Nàpols el 1821 on gerència les finances dels soldats austríacs. Va fundar una institució bancària, però que només hi hauria fins a 1863.
James Mayer de Rothschild (1792 - 1868). Va ser el més jove dels cinc germans. el 1812 es va traslladar a París, on va fundar la institució bancària Rothschild Frères. Es va convertir en un dels financers més important de França i va exercir com a assessor dels reis francesos. Va finançar la construcció de ferrocarrils i mines, i va ajudar a França a superar la crisi després de la derrota a la Guerra francoprussiana.

## L'Empresa Rothschild a través dels segles

### Seglexix
En aquest segle, els Rothschild, van finançar la indústria, els ferrocarrils i, al costat d'altres, la construcció del Canal de Suez.
Amb l'adveniment de les grans indústries i la banca de valors, l'imperi dels Rothschild va perdre molta de la seva prominència comparat amb altres empreses multinacionals,-NM Rotschild posseeix actius per "només" 10 mil milions de dòlars dels EUA- al·legadamente concentrant-se en finançar a famílies emergents en el món de les finances com els Morgan, els Warburg i els Rockefeller als Estats Units. A través de la seva influència sobre aquestes poderoses famílies van tenir un control enorme sobre la política i el desenvolupament dels Estats Units. Altres motius d'aquesta decadència van ser les pèrdues que l'empresa va patir a Europa durant el període dels nazis.

## La identitat jueva i la seva postura sionista
Els Rothschild van ser partidaris i actius col·laboradors de la creació de l'Estat d'Israel. El 1917 Lionel Walter Rothschild, 2n baró Rothschild, va ser el destinatari de la Declaració de Balfour a la Federació Sionista que va comprometre al govern britànic per l'establiment en el Mandat Britànic de Palestina d'una llar nacional per al poble jueu.
Després de la mort de James de Rothschild el 1868, Alphonse Rothschild, el seu fill gran, es va fer càrrec de l'administració del banc de la família i va ser el més actiu en el suport a Eretz Israel. Durant la dècada de 1870 la família Rothschild va contribuir amb prop de 500.000 francs per any a l'Aliança Israelita Universal.
El Baró Edmond James de Rothschild, el més jove dels fills de James de Rothschild va ser un gran benefactor i patrocinar la creació de la primera colònia a Eretz Israel en Rishon lezion el 1882. També va comprar als terratinents otomans altres terrenys que ara constitueixen l'Estat d'Israel. el 1924, va fundar l'Associació de Colonització Jueva, que va adquirir més de 22,36 km² de terres i va crear projectes empresarials.
Tel-Aviv té un corriol, el Boulevard Rothschild, que porta el seu nom així com diverses localitats a tot Israel, com l'Edmond de Rothschild Park en Boulogne-Billancourt, Metula,  Zikhron Ya'aqov, Rishon lezion i Rosh Pina.
Els Rothschild també van tenir un paper important en el finançament d'algunes de les infraestructures governamentals d'Israel. James Armand de Rothschild va finançar l'edifici de la Knesset com a donació a l'Estat d'Israel i l'edifici de l'Tribunal Suprem d'Israel va ser donat a Israel per Dorothy de Rothschild. Fora de la cambra presidencial s'exhibeix la carta que la Sra Rothschild va escriure a qui va ser Primer Ministre d'Israel en aquest moment, Ximon Peres, expressant la seva intenció de donar un nou edifici per a la Cort Suprema.

## La família Rothschild com a blanc d'acusacions, campanyes de difamació i teories de conspiració

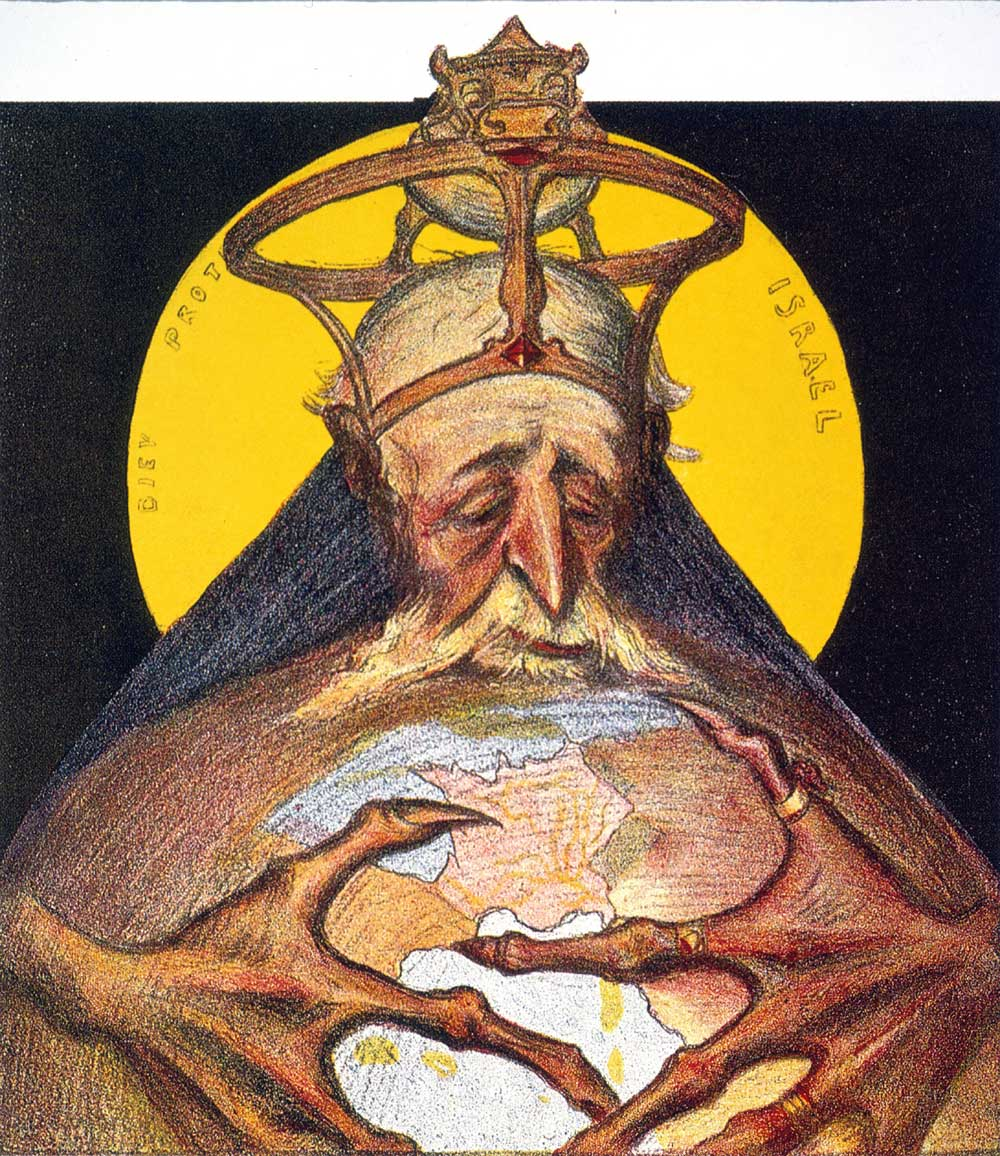
Caricatura antisemita francesa representant als jueus conquistant el món. La família de banquers Rothschild està representada com un dimoni que abraça el món. (Il·lustració de Charles Lucien Leandre per a la portada de Le Rire, 16 d'abril de 1898).

Durant més de dos segles, des del començament de la seva gran influència en la història econòmica europea, la família Rothschild ha estat l'objectiu de caricatures satíriques, escrits polèmics, campanyes de difamació i teories de conspiració que, segons els seus defensors, només són un mètode encobert de fer 'campanyes antijueves'. Fins i tot la crítica de les seves pràctiques comercials és titllat amb freqüència d'antisemitisme. Aquestes teories prenen diferents formes, com ara afirmar que la família pertany als Illuminati, o que deté el control mundial de la riquesa i les institucions financeres.

## En la cultura popular catalana
"Tenir la bossa d'en Rotxil" és una frase feta creada i especialment viva al Principat en la primera meitat del segle XX que significa tenir molt de capital.